# Гро, Жан Луи
Жан Луи Гро (фр. Jean Louis Gros; 1767—1824) — французский военный деятель, бригадный генерал (1807 год), барон (1808 год), участник революционных и наполеоновских войн.

## Биография
Начал службу солдатом в пеших егерях Севенны 6 октября 1785 году, вскоре он стал капралом 13 сентября 1786 года, сержантом – 20 марта 1787 года, и 1 сентября 1789 года вышел в отпуск.
Назначен лейтенантом 2-го батальона волонтёров национальной гвардии департамента Од 10 ноября 1791 года, в начале 1792 года вступил в армию Восточных Пиренеев, и был ранен ударом сабли по носу в бою против испанцев в окрестностях города Сере. Капитан 10 апреля 1793 года, ранен в правое бедро при осаде Росаса 3 февраля 1794 года.
8 сентября 1794 года произведён в командиры батальона, через три дня был ранен снарядом в правую ногу в одном из боёв. 11 ноября 1796 года в бою у Кальдьеро во главе своего 3-го батальона одним из первых ворвался на позиции противника, и взял в плен 600 врагов, вновь был ранен выстрелом в левую сторону.
В 1798 году переведён в армию Англии, затем в Рейнскую армию. 9 мая 1800 года отличился в бою у Бибераха, где генерал Моро поручил ему командование 4-й полубригадой, с которой он захватил 12 орудий и убил 150 человек.
30 января 1804 года назначен заместителем командира полка пеших егерей Консульской гвардии. 18 декабря 1805 года (по другим данным 15 апреля 1806 года) – полковник-майор гвардии, 9 июля 1807 года произведён в бригадные генералы.
В 1810 году он отправился в Испанию вместе с отрядом Императорской гвардии, в 1811 году вернулся во Францию, чтобы принять участие в Русской кампании, 17 января 1813 года вышел в отставку. Однако уже 10 апреля вернулся на службу генерал-адъютантом Гвардии, 26 августа атаковал предместье Лак в Дрездене, и получил удар штыком в бедро, но смог проникнуть в редут, где было захвачено до 550 противников.
Ранен у Лейпцига 17 октября, участвовал в отступление армии во Франции. В августе 1815 года, после второй реставрации Бурбонов, окончательно вышел в отставку. Умер в Париже 10 мая 1824 года. Имя генерала выбито на Триумфальной арке в столице Франции.

## Титулы
- Барон Гро и Империи (фр. baron de Gros et de l'Empire; декрет от 19 марта 1808 года, патент подтверждён 24 июня 1808 года)[1].

## Награды
Легионер ордена Почётного легиона (25 марта 1804 года)
 Коммандан ордена Почётного легиона (14 июня 1804 года)
 Кавалер баварского военного ордена Максимилиана Иосифа (21 июня 1806 года)
 Кавалер ордена Железной короны (7 февраля 1811 года)
 Кавалер военного ордена Святого Людовика (6 декабря 1814 года)